# Hosszúfarkú majna
A hosszúfarkú majna (Mino kreffti) a madarak osztályának verébalakúak (Passeriformes) rendjébe és a seregélyfélék (Sturnidae) családjába tartozó faj.

## Rendszerezése
A fajt Philip Lutley Sclater angol ügyvéd és zoológus írta le 1869-ben, a Gracula nembe Gracula kreffti néven.

## Alfajai
- Mino kreffti giliau (Stresemann, 1922) - Új-Britannia és Umboi
- Mino kreffti kreffti (P. L. Sclater, 1869) - Új-Írország, Lavongai, Bougainville, és a Salamon-szigetek északi szigetei közül Choiseul és Santa Isabel
- Mino kreffti sanfordi (Hartert, 1929) - Guadalcanal és Malaita [2]

## Előfordulása
Pápua Új-Guineához tartozó Bismarck-szigeteken és a Salamon-szigetek területén honos. Természetes élőhelyei a szubtrópusi vagy trópusi síkvidéki esőerdők, mocsári erdők és szavannák, valamint ültetvények, másodlagos erdők és vidéki kertek. Állandó, nem vonuló faj.

## Megjelenése
Testhossza 30 centiméter, testtömege 170-215 gramm.

## Természetvédelmi helyzete
Az elterjedési területe nagyon nagy, egyedszáma ismeretlen. A Természetvédelmi Világszövetség Vörös listáján nem fenyegetett fajként szerepel.